# Walter Raymond Spalding
Walter Raymond Spalding (Northampton (Massachusetts), 22 de maig  del 1865 - Cambridge (Massachusetts), 10 de febrer del 1962) fou un musicògraf, organista, director de cors i compositor musical estatunidenc.
Estudià al Harvard College i s'hi titulà el 1887, i a l'any següent es graduà a la universitat Harvard. Continuà la seva formació a París i Múnic. Destacà com a organista, director de cors i en l'ensenyança.
Començà a ensenyar música a la Universitat Harvard el 1895, i a partir del 1907 en fou professor d'harmonia; esdevingué catedràtic del departament de música, i romangué en el post i en el claustre fins al 1932. L'any 1912, i amb la col·laboració d'Edward Burlingame Hill i altres professors del departament, fundà la Harvard Musical Review, que subsistí fins al 1916, i impulsà decididament el "Paine Hall" de la universitat (inaugurat el 1914). També ensenyà al Radcliff College. Va escriure i publicar diverses obres teòriques.

## Obres
- Tonal counterpoint, 1904.
- Spalding, Walter; Foote, Arthur. Modern Harmony in its theory and practique, 1905.
- Spalding, Walter; Foote, Arthur. Music, an Art and a Language, 1920.[5]